# Siestrzewit
Siestrzewit – staropolskie imię męskie, zawierające nazwę stopnia pokrewieństwa siostra (psł. *sestra), złożone z członów Siestrze- ("siostrze") i -wit ("pan, władca"). Znaczenie imienia: "ten, który sprawuje władzę nad swoją siostrą".
Siestrzewit imieniny obchodzi 20 lutego.